# Menhir von Vardare

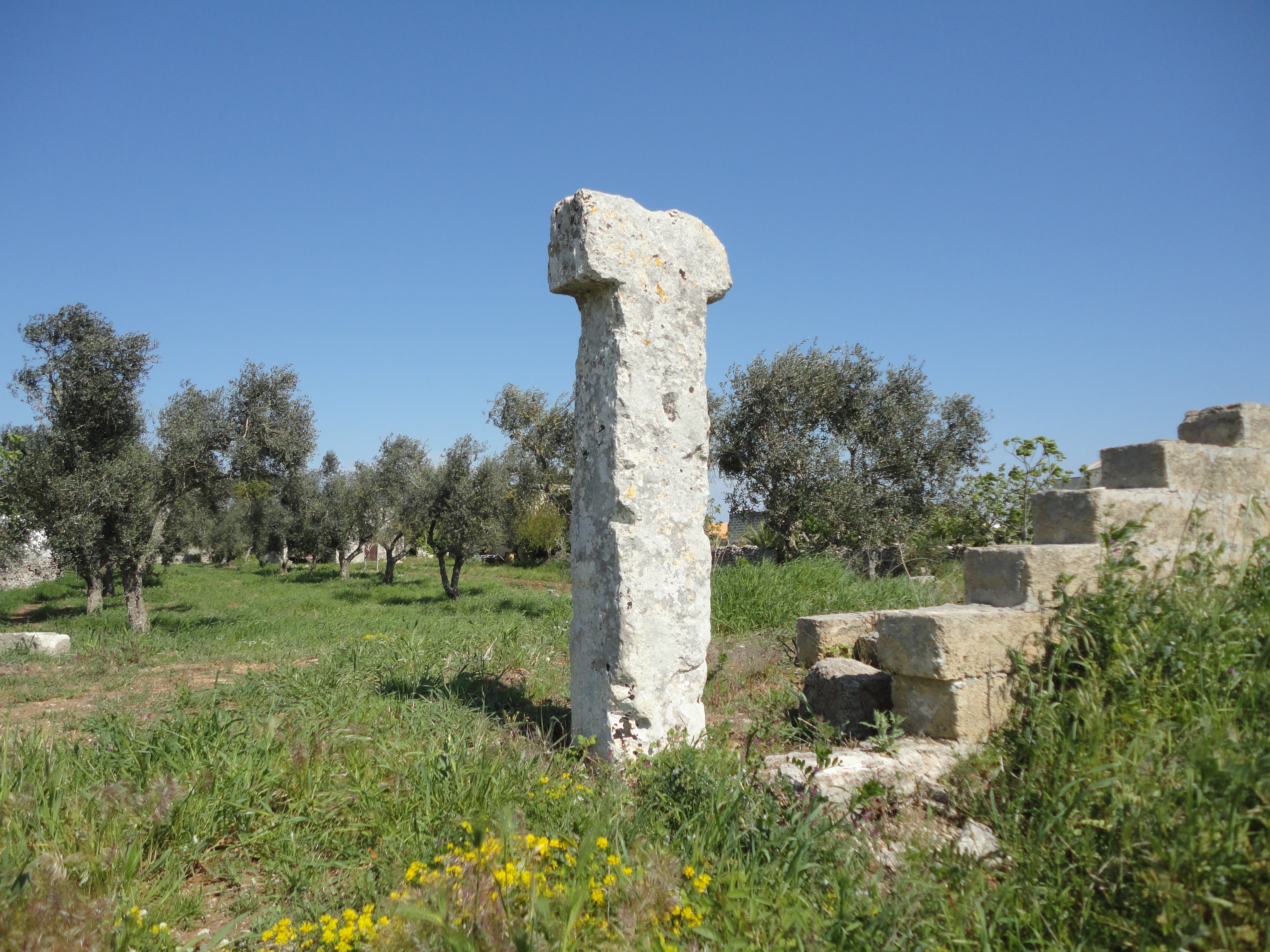
Menhir von Vardare

Giovanni Cosi entdeckte den 1,73 m hohen Menhir von Vardare 1980 nördlich von Diso in der Provinz Lecce im südlichen Apulien in Italien.
Der Menhir mit einem Querschnitt von 35 × 28 cm ist taukreuzförmig und als solcher einzigartig im Salento. Er hat eine abgewitterte Oberfläche und drei eingravierte Kreuze. An der Spitze befindet sich ein Loch, in dem wahrscheinlich ein metallisches Kreuz steckte, das verloren ging.
Die 79 apulischen Menhire sind zum Teil geometrisch und sehr schlank, mit Höhen bis zu 4,7 m (Menhir San Totaro in Martano). Andere haben anthropomorphe Proportionen.